# 矮早熟禾
矮早熟禾（学名：Poa pumila）为禾本科早熟禾属下的一个种。